# 线叶野荞麦
线叶野荞麦（学名：Fagopyrum lineare）为蓼科荞麦属下的一个种。

## 扩展阅读
- 維基物種上的相關：线叶野荞麦